# Tolentinói csata
A tolentinói csatát 1815. május 2-3-án vívta a Nápolyi Királyság az Osztrák Császárság ellen. Az ütközet, amelyben Joachim Murat nápolyi király csapatai súlyos vereséget szenvedtek a Vinzenz Ferrerius von Bianchi, Casalanza hercege által vezetett seregtől, a hetedik koalíciós háború nyitánya volt. Az osztrák győzelem Murat uralkodói címének elvesztését is jelentette, így visszatérhetett trónjára I. Ferdinánd nápoly–szicíliai király.

## Előzmények
1815. március 30-án Murat, miután elfoglalta Toszkánát, Marchét és Romagnát, Riminiben kiáltványt adott ki, amely az olasz függetlenség első kinyilvánítása volt. A túlerőben lévő osztrák csapatok a nápolyi sereg ellen vonultak. Április 9-én a nápolyiak vereséget szenvedtek az occhiobellói csatában, és Ancona felé hátráltak. Johann Frimont osztrák tábornok terve az volt, hogy katonáit két seregre osztva haladnak tovább. Az egyiket Adam Albert von Neipperg tábornok, a másikat Vinzenz Ferrerius von Bianchi vezette. Neipperg Murat hátráló katonái követte, míg Bianchi Folignóba tartott, hogy elvágja az utat Nápoly felé. A két sereg az Appenninek miatt eltávolodott egymástól, és Murat úgy döntött, egy kisebb csapatot küld Neipperg elé, ő pedig Tolentinónál bocsátkozik harcba Bianchival. Balszerencséjére az osztrák herceg katonái értek előbb Tolentinóba, és a magyar huszárok április 29-én elfoglalták a várost.
Április 30-án megérkezett Tolentinóba az osztrák elővéd, 560 lovas és négyezer gyalogos. Május 1-jén Bianchi teljes serege (12 ezer gyalogos, 1500 lovas 28 ágyúval) elfoglalta a helyét a város körül. A főhadiszállást a San Catervo toronyban rendezték be. Tüzérségi állásokat építettek ki a Rancia-várban, Maestà templomában és San Giuseppében, hogy megakadályozzák a San Severino és Potenza felőli támadásokat. A nápolyi sereg 15 ezer gyalogosból, 3800 lovasból és 28 ágyúból állt, és Macerata körül állomásozott.

## Az ütközet
Az ütközet első napja, május 2. tüzérségi tűzzel kezdődött a Sforzacostába vezető völgynél. Bianchi rögtön az összetűzés elején fogságba esett, de a huszárok hamar kiszabadították. A nápolyi hadsereg a mai Pollenzánál gyülekezett, miután heves harcokat vívott a környéken. Megpróbálták megszerezni a Rancia-várat, de az többször is gazdát cserélt a nap folyamán, és végül az osztrákok tartották meg. A harcok hajnali egy óráig tartottak.
Május 3-án Murat katonái folytatták az előrenyomulást Bianchi jól kiépített állásai ellen. A nápolyiak bevették Cantagallo dombjait, és a Chienti-völgy felé szorították az osztrákokat. Sikerült ismét bevenniük a Rancia-várat, ahonnan kiindulva elfoglalták Casonét. Murat lovas ellentámadásra számított, ezért gyalogosait négyzet alakzatban rendezte el. A lovasroham elmaradt, helyette pusztító muskéta- és ágyútűz fogadta az összetömörült nápolyiakat. A csata ekkor még nem dőlt el, de Murat hírt kapott arról, hogy Michele Carrascosa tábornok nem ütközött meg Neipperggel, hanem a Tronto-folyó felé vonul vissza. Egy másik, később hamisnak bizonyuló hír arról tájékoztatta a királyt, hogy az osztrákok Abruzzi tartományban törnek előre Campania felé. Joachim Murat visszavonulást rendelt el, és kénytelen volt Korzikára menekülni. A csatában a nápolyiak 1120, az osztrákok 700 embert vesztettek. A Nápolyi Királyság trónját ismét I. Ferdinánd foglalta el.